# 船尾座OX
船尾座OX，又名CD-39 3595，HD 63401、SAO 198435、HR 3032，是船尾座的一颗恒星，视星等为6.31，位于銀經253.77，銀緯-7.09，其B1900.0坐标为赤經7h 43m 36.3s，赤緯-39° -7.09′ 3″。